# Yoshie Ueno
Yoshie Ueno (in giapponese: 上野 順恵) (Asahikawa, 1º luglio 1983) è una judoka giapponese, vincitrice della medaglia di bronzo nella categoria 63 kg ai Giochi olimpici del 2012 di Londra.

## Palmarès
- Giochi olimpici estivi

2012 - Londra: bronzo nei 63 kg.
- Campionati mondiali di judo

2009 - Rotterdam: oro nella categoria fino a 63 kg.
2010 - Tokyo: oro nella categoria fino a 63 kg.
2011 - Parigi: argento nella categoria fino a 63 kg.
- Giochi Asiatici

2010 - Canton: oro nella categoria fino a 63 kg.
- Campionati asiatici

2003 - Jeju: oro nella categoria fino a 63 kg.
2005 - Tashkent: oro nella categoria fino a 63 kg.
2007 - Kuwait City: oro nella categoria fino a 63 kg.